# Antonio Ruiz-Pipó
Antonio Ruiz-Pipó (Grenade, Espagne, 7 avril 1934 - Paris 14e, 17 octobre 1997) est un compositeur de musique classique, pianiste et musicologue espagnol, naturalisé français en 1979.

## Biographie

### Enfance et jeunesse
Pipó est né à Grenade. Étant enfant, il reçoit ses premières impressions musicales du chant flamenco. En 1936, au début de la Guerre civile, son père est arrêté par des membres du parti nationaliste et disparaît. Sa famille s'installe à Barcelone alors qu'il est encore enfant. C'est dans cette ville qu'il a reçu sa formation musicale. Il entre à l'Académie Frank Marshall, où il étudie le piano avec Alicia de Larrocha (1948–1951), et la composition avec Xavier Montsalvatge et Manuel Blancafort au Conservatoire de Barcelone (1948–1950).
En 1949, il reçoit la bourse Manuel de Falla de la ville de Grenade et commence ainsi sa vie de concertiste à quinze ans. Il ne tarde pas à composer ses premières œuvres pour piano, telle la Suite grotesque (1950) et Tres danzas del Sur (1951), qui l'ont fait connaître dans le Cercle Manuel de Falla de Barcelone, lequel organisait depuis 1947 des concerts d'œuvres contemporaines à l'Institut Français de Barcelone. Ruiz-Pipó a été l'un des plus jeunes membres du groupe de compositeurs dans lequel se trouvaient notamment Joan Comellas, Josep Cercós, Josep Maria Mestres Quadreny, Albert Blancafort, Manuel Valls, Emilia Fadini et des écrivains, parmi lesquels Juan Eduardo Cirlot. L'enseignement de Cristòfor Taltabull a été décisif pour une bonne partie d'entre eux.

### Étape parisienne
En 1951, le gouvernement français lui attribue une bourse pour suivre des études à Paris. Il fixe sa résidence dans la capitale française, mais continue à effectuer de nombreux voyages à Barcelone et maintient des liens avec le Cercle Manuel de Falla. Il est naturalisé français en 1979.
Il rencontre Yves Nat et complète sa formation d'interprète auprès d'Alfred Cortot à École Normale de Musique (1952–1962), et étudie la composition et l'orchestration avec Salvador Bacarisse et, plus tard, avec Maurice Ohana.
Sa carrière d'interprète se développe tant en récitals que comme soliste (1962–1976), à travers les plus importantes salles de concert d'Europe et d'Amérique, avec les grands orchestres, sous la direction de grands chefs d'orchestre, tels que Charles Mackerras, Gilbert Amy, Pierre Dervaux, Antonio d'Almeida, Antoni Ros-Marbà et d'autres. Il n'a pas enregistré ses propres œuvres, mais d'autres interprètes s'intéressent à sa production, plus spécialement au travers de l'histoire de la musique espagnole, depuis Antonio Soler jusqu'à Isaac Albéniz.
En tant que compositeur, il a écrit des pièces pour guitare, parce que dans sa jeunesse, il jouait un peu de cet instrument et le connaissait bien. Une de ces œuvres est le concerto Tablas (1975), écrit pour le guitariste Narciso Yepes, qui a inclus également dans son répertoire le concertino Tres en raya (1979) et les pièces Canción y danza y Estancias. Ruiz-Pipó a aussi laissé des compositions brèves pour harpe, piano, quatuors à cordes, mélodies et la pièce symphonique El libro de Lejanía.
En tant que musicologue, il a combiné son travail avec la recherche sur la musique espagnole. Il a sauvé de nombreuses œuvres clés, écrites aux XVIIe et XVIIIe siècles. Il a publié de nombreux travaux musicologiques en étant collaborateur du Grove Dictionary of Music and Musicians.
Dès 1958, il produit des émissions musicales pour Radio Canada, Radio France  et la Radio Nationale d'Espagne(1972–1992), un travail qui lui a permis d'intégrer l'École Normale de Musique comme professeur en 1962 (piano et esthétique) et le Conservatoire de Paris et École Nationale de Musique et Danse de Châteauroux (1982–1997). Il donne aussi des cours d'interprétation de musique espagnole à Vienne.

## Prix
- 1976 : Prix international de composition de Saragosse
- 1979 : Prix Antonio Soler
- 1987 : Médaille d'État de Fumel
- 1987 : Médaille Albert Roussel de l'École Normale de Musique

## Style musical
La musique de Ruiz-Pipó est toujours tonale. Le traitement et l'harmonie de son matériel thématique est sophistiqué – mais souvent, elle semble trompeusement simple – et se caractérise par de forts contrastes d'humeur et de couleurs.
Il ressentait une dévotion particulière pour Isaac Albéniz et Manuel de Falla. Il a suivi  ce dernier dans la recherche d'anciennes racines musicales et élimination de tout ce qui est accessoire. 
L'influence de Stravinsky et de Bartók a particulièrement marqué ses œuvres des années 1960 et 1970.

## Œuvres
- Suite grotesca (1950)
- Tres danzas del Sur (1951)
- Caleidoscopio, suite pour piano (1958)
- Tríptico a Andalucía, pour voix et orchestre (1962)
- Cinco Tonadas, mélodies pour soprano et piano (1971)
- Concerto pour guitare et orchestre « Tablas » (1971, rev. 1975)
- Trois évasions, pour violon et piano (1977–1978)
- Concerto pour guitare et orchestre « Tres en raya » (1979)
- Canción y danza, pour guitare
- Estancias
- Homenaje a Cabezón, pour guitare
- Tres piezas breves, pour piano (1983)
- Variaciones sobre un tema gallego, pour piano (1983)
- El libro de Lejanía [Livre du lointain], pour orchestre
- Concerto pour piano et instruments à vent (1989) Commande pour Les Philharmonistes de Châteauroux et créé (par Ruiz-Pipó au piano) sous la direction de son chef, Janos Komives.
- Concerto pour guitare et orchestre no 3, en mémoire de Narciso Yepes
- Libro de Lejenia, pour piano (1981–1988)
- Variaciones sobre un tema Catalan, pour piano (1991)
- Isabelinas (1995), créé par l'Orchestre symphonique français dirigé par Laurent Petitgirard[4]
- Apuntes sobre... pour piano (1996)
- Ventenas [Fenêtres], pour piano (1997)

## Discographie
- Joaquin Montero, Sonatas y minuetes para tecla : Sonate I en la majeur, Sonate II en fa mineur ; Sonate III en ré majeur, Sonate IV en si mineur ; dix menuets (1985, Etnos 02-A-XXXI) (OCLC 630309470) — premier enregistrement mondial
- In memoriam Antonio Ruiz-Pipó (1971/1989/1998, Mandala MAN 4961/62) (OCLC 716439754)